# Tetrablemma brignolii
Tetrablemma brignolii là một loài nhện trong họ Tetrablemmidae.
Loài này thuộc chi Tetrablemma. Tetrablemma brignolii được Lehtinen miêu tả năm 1981.